# Wharram Percy
Pour les articles homonymes, voir Wharram et Percy.
Wharram Percy est un village médiéval déserté, situé en Angleterre. Il se situe près de Malton, à la limite occidentale des collines crayeuses des Wolds, dans le Yorkshire du Nord, et à 1,6 km au sud de Wharram-le-Street. Wharram Percy faisait partie du Yorkshire de l'Est jusqu'aux changements apportés par le Local Government Act 1972.
Wharram Percy est un village médiéval déserté d'importance, même si le Royaume-Uni en compte d'autres dans un bon état de préservation, et près de 3000 en tout. Les remblais du village sont connus depuis de nombreuses années, et les emplacements des maisons ont été dessinés sur les premières cartes de six pouces du Yorkshire publiées par l'Ordnance Survey en 1854. Aujourd'hui, des vues aériennes permettent de deviner le villageLe site a fait l'objet de recherches chaque été par des équipes mixtes d'archéologues, d'historiens et même de botanistes, de 1950 à 1990 environ, après avoir été choisi pour être étudié en 1948 par le professeur Maurice Beresford (en) de l'université de Leeds.

## Histoire
Wharram Percy a été occupé sans interruption pendant environ 600 ans. Probablement fondé au IXe ou Xe siècle (le Domesday Book de 1086 l'enregistre sous le nom de Warran ou Warron), il a prospéré entre le XIIe et le début du XIVe siècle, lorsque des membres de la famille Percy vivaient dans le village, et lui donnèrent une partie de son nom. Mais au début du XVIe siècle, il était presque désert, à la suite d'un abandon progressif et d'expulsions forcées. L'église en ruine est le dernier bâtiment médiéval encore debout. Autour d'elle se trouvent les fondations recouvertes d'herbe de deux manoirs et d'environ 40 maisons de paysans et leurs dépendances.
À la fin du Moyen Âge, l'augmentation du prix de la laine, matière première d'une exportation de plus en plus rentable, a incité de nombreux propriétaires fonciers à se tourner vers l'élevage de moutons, convertissant ainsi des terres arables en pâturages. Ce changement radical a entraîné un désastre pour de nombreuses petites communautés anglaises qui avaient vécu de la culture céréalière et pratiqué le solskifte.
Un témoignage faisant référence à l'expulsion de quatre familles de Wharram et à la destruction de leurs maisons vers 1500 a longtemps été considéré comme le dernier acte de dépeuplement, mais il semble s'inscrire dans un processus plus long, car la population du village semble avoir fortement diminué après 1458.

## Accès
Wharram Percy est situé à l’écart de la grande route qui relie York à Bridlington. Le site possède un parking et l’entrée est gratuite. Le village voisin de Wharram-le-Street est desservi par les bus 190 qui partent de Malton. Le site est également situé sur le chemin de randonnée Yorkshire Wolds Way.